# ラーシュ＝エリク・ラーション
ラーシュ＝エリク・ラーション（Lars-Erik Larsson、1908年5月15日 - 1986年12月27日 ヘルシンボリ）は、スウェーデンの作曲家。
オーカープ出身。1925年～1929年までストックホルム音楽院で学び、さらにウィーンおよびライプツィヒに留学し、アルバン・ベルクほかに師事。帰国後、スウェーデン放送局の指揮者を務め、1947年から1959年までストックホルム音楽院で、1961年から1966年までウプサラ大学で教職についた。
作曲家としては折衷的で、後期ロマン派から、アルノルト・シェーンベルクの十二音技法に由来する作曲技法まで幅広く手を染めたが、手法においては独特である。1932年にスウェーデンで最初に音列技法を用いたが、それ以外の時期の作品は、ポスト・シベリウスないしは新古典主義の音楽であり、ラーションの作品は凡そ作曲様式の多様性が特徴的である。
より伝統的な表現形式である交響曲や協奏曲、室内楽、声楽曲に加えて、劇付随音楽や映画音楽、放送用の伴奏音楽も手懸けた。代表的な作品の一つは、カンタータ「擬装せる神」である。

## 作品
- 交響曲第1番ニ長調 Op.2
- 交響曲第2番 Op.17
- 交響曲第3番ハ短調 Op.34
- 弦楽のためのシンフォニエッタ Op.10
- 弦楽のためのセレナード Op.12
- 12のコンチェルティーノ Op.45（フルート・オーボエ・クラリネット・ファゴット・ホルン・トランペット・トロンボーン・ヴァイオリン・ヴィオラ・チェロ・コントラバス・ピアノのための）
- 組曲「冬物語」 Op.18
- 田園組曲 Op.19
- 偽りの神 Op.24
- 管弦楽変奏曲 Op.50